# Micorriza

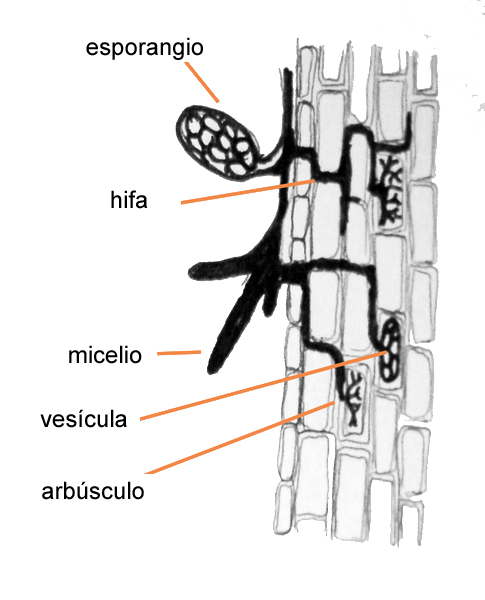
Micorriza arbuscular. Esporangio, hifa, micelio, vesícula, arbúsculo.

Hongo micorrizo

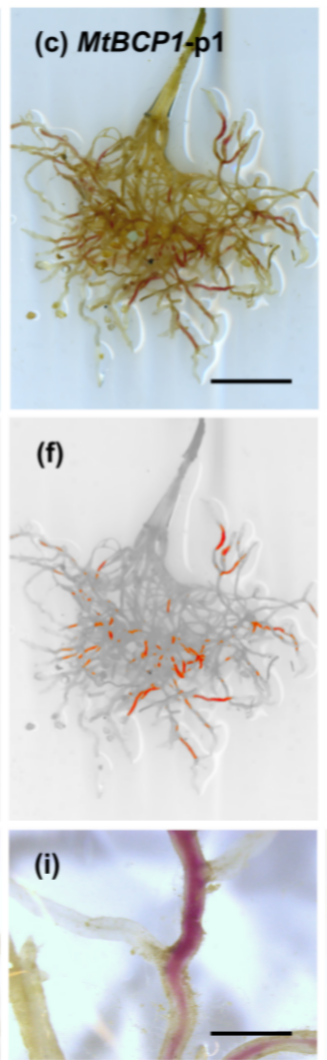
Micorriza (Rhizophagus irregularis) en raíces.

La palabra micorriza, de origen griego, define la simbiosis entre un hongo (mycos) y las raíces (rhizos) de una planta. Como en muchas relaciones simbióticas, ambos participantes obtienen beneficios. En este caso la planta recibe del hongo principalmente nutrientes, minerales y agua, y el hongo obtiene de la planta hidratos de carbono y vitaminas que él por sí mismo es incapaz de sintetizar mientras que ella lo puede hacer gracias a la fotosíntesis y otras reacciones internas. Se estima que entre el 90 y el 95 % de las familias de plantas terrestres (80 % de las especies) presentan micorrizas de forma habitual.
La asociación simbiótica se establece entre las raíces de plantas y las hifas de hongos de las divisiones Basidiomycota y Ascomycota y la clase Glomeromycetes. Al inicio de la colonización el hongo forma un manto constituido de hifas fúngicas que rodean el ápice de la raíz; luego otras hifas penetran el espacio intercelular entre las células radiculares, formando lo que se conoce como la red de Hartig. Es aquí en la red de Hartig donde se lleva a cabo el intercambio de nutrientes, minerales y agua: el hongo absorbe agua y minerales que luego transloca hacia la planta y en retorno la planta le provee azúcares y otros productos de la fotosíntesis al hongo. Dentro de varios de los efectos positivos que le brindan los hongos ectomicorrícicos a su hospedero, el más importante se le atribuye al micelio extrarradical que aumenta la cantidad de toma de minerales disueltos.
La movilización de nutrientes se puede dar por una vía enzimática que le permite al hongo utilizar nitrógeno orgánico y fósforo, o por la liberación de ácidos orgánicos movilizando calcio, magnesio y potasio, entre otros. Las hifas excretan principalmente ácido oxálico que ayuda a desgastar las superficies rocosas; además el diámetro que presenta el ápice de una hifa comparado con el ápice de una raíz, le confiere una gran ventaja a la planta pues le permite explorar sustratos a los cuales no podría alcanzar sin la asociación con su hongo ectomicorrícico.
Es posible que un hongo forme micorrizas con más de una planta a la vez, estableciéndose de este modo una conexión entre plantas distintas; esto facilita la existencia de plantas micoheterotrofas (plantas parásitas de hongos); algunas de las cuales ni siquiera realizan la fotosíntesis (como las del género Monotropa), que extraen todo lo que necesitan del hongo micobionte y las otras plantas con las que este también establece simbiosis. Así mismo, varios hongos (en ocasiones de especies diferentes) pueden micorrizar una misma planta al mismo tiempo.

## Ventajas de la micorrización
Las ventajas proporcionadas a las plantas por la micorrización son numerosas. Gracias a ella, la planta es capaz de explorar más volumen de suelo del que alcanza con sus raíces, al sumársele en esta labor las hifas del hongo; también capta con mayor facilidad ciertos elementos (fósforo, nitrógeno, calcio y potasio) y agua del suelo. La protección brindada por el hongo hace que, además, la planta sea más resistente a ciertos estreses ambientales que afectan al suelo como la salinidad, los cambios de temperatura y la acidificación del suelo derivada de la presencia de azufre, magnesio y aluminio. Por si todo esto fuera poco, algunas reacciones fisiológicas del hongo inducen a la raíz a mantenerse activa durante más tiempo que si no estuviese micorrizada.
Todo esto redunda en una mayor longevidad de la planta: de hecho, se ha comprobado que algunos árboles, como los pinos, pueden vivir más años que los pinos sin micorrizar después de haber sido micorrizados. En otras especies, esta unión es tan estrecha que sin ella la planta no puede subsistir, como es el caso de las orquídeas. Las plantas cuyas semillas carecen de endosperma (sustancias alimenticias de reserva) dependen completamente del hongo para alimentarse y germinar posteriormente.
La infección de la raíz por el hongo se produce a partir de propágulos presentes en el suelo. Pueden ser esporas y trozos de hifas del hongo y también raíces ya micorrizadas. Con el fin de asegurar el éxito de la empresa, la siembra de la mayoría de plantas comestibles o de decoración y las repoblaciones forestales que se llevan a cabo en la actualidad acompañan las nuevas plantas y brotes con fragmentos del hongo más adecuado para establecer asociaciones micorrícicas con cada especie que se vaya a cultivar.

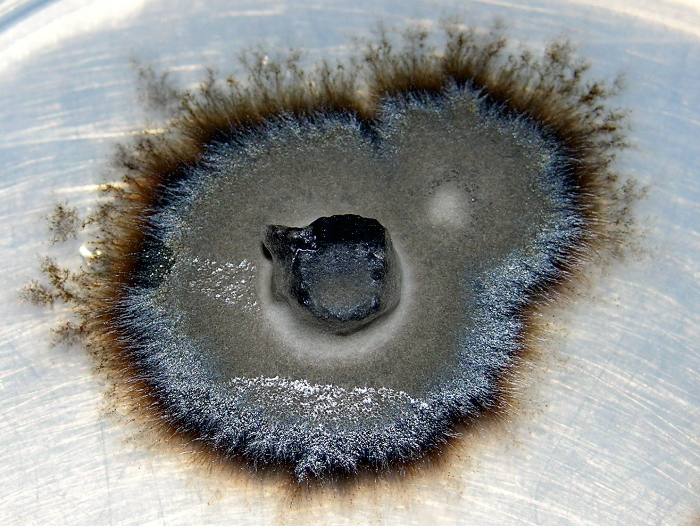
Hongo micorrizo ericoideo.

## Tipos de micorrizas
La mayoría de las plantas terrestres presentan micorrizas, y lo más probable es que las restantes desciendan de plantas micorrizadas que han perdido secundariamente esta característica. En el caso de los hongos, la mayor parte de las 5000 especies identificadas en las micorrizas pertenece a la división Basidiomycota, mientras que en casos más excepcionales se observan integrantes de Ascomycota. La tercera división que se ha observado formando micorrizas es Glomeromycetes, un grupo que solo se conoce en asociación micorrizógena y cuyos integrantes mueren cuando se les priva de la presencia de raíces.
Según su morfología, las micorrizas se dividen en distintos grupos entre los que cabe destacar dos principales: las ectomicorrizas y las endomicorrizas.

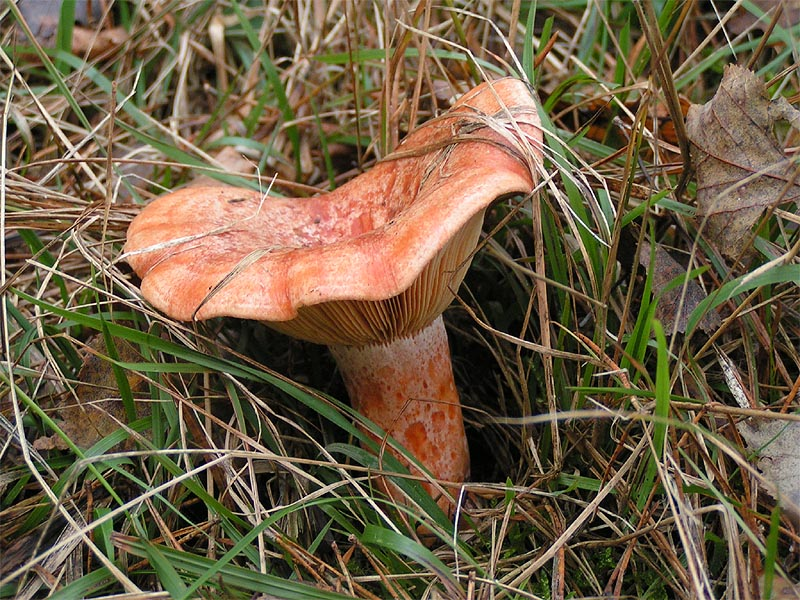
Hongo ectomicorrizo, Níscalo, Lactarius deliciosus, (Basidiomycota)

### Ectomicorrizas
Las ectomicorrizas se caracterizan porque las hifas del hongo no penetran en el interior de las células de la raíz, sino que se ubican sobre y entre las separaciones de estas. Se pueden observar a simple vista y presentan la llamada Red de Hartig. Este tipo de micorrización es el que predomina entre los árboles de zonas templadas, siendo especialmente característico en hayas, robles, eucaliptus y pinos. Los hongos son tanto Basidiomycota como Ascomycota.
Martin y colaboradores publicaron en Nature en el 2010 el genoma de Tuber melanosporum o trufa negra, el genoma más complejo y largo secuenciado hasta ahora, con el fin de entender mejor la biología y la evolución de las ectomicorrizas. A continuación enunciaremos tres hallazgos que ayudan a entender la base molecular de la evolución, la reproducción y el establecimiento del miembro más popular de este grupo.
Dentro del transcriptoma se encontraron los tipos de familias de proteínas encargados del intercambio de nutrientes y la colonización del apoplasto en la raíz. De todos modos, en número resultaron ser mucho menos a las encontradas en hongos patógenos y saprofitos del grupo Ascomycota e incluso en Laccaria bicolor, otra ectomicorriza. Sin embargo, 64 proteínas de membrana se sobreexpresan, lo que sugiere que el flujo de carbohidratos, oligopéptidos, aminoácidos y polipéptidos en la interfase simbiótica es mayor. 
Adicionalmente, el genoma resultó ser más compacto, es decir, con menor número de genes dentro de las familias génicas, lo cual puede ser producto de la selección por la especialización de hospedero para T. melanosporum. Por su parte, L. bicolor posee dichas familias expandidas, ya que está dirigido por selección del hospedero y sustrato a explotar, los cuales son diversos. Se encontró la secuencia Me128, que contiene el locus HMG; y el otro tipo de apareamiento fue identificado en un aislamiento natural, lo que confirma que T. Melanosporum es heterotálico y de cruzamiento obligado. Esto resulta un gran aporte al cultivo de trufas, que será mejorado por el uso de las plantas huésped que albergan cepas de trufa de tipos de apareamiento opuesto.

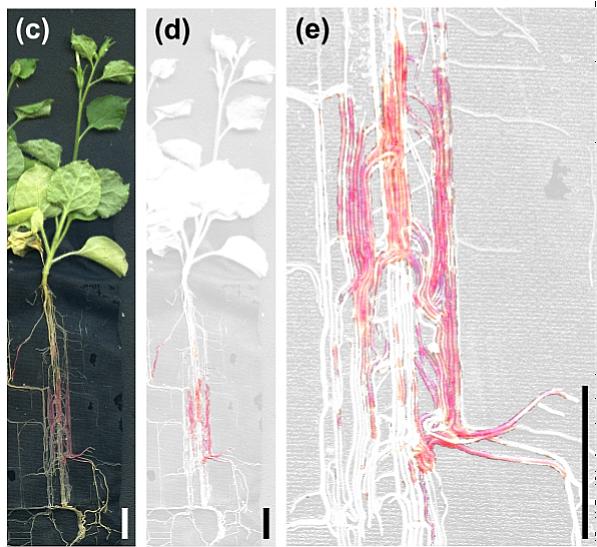
Colonización de Micorriza Rhizophagus irregularis. Fotografía de raíces.

### Endomicorrizas
En las endomicorrizas, en cambio, no hay manto externo que pueda verse a simple vista. Las hifas se introducen inicialmente entre las células de la raíz, pero luego penetran en el interior de estas, formando vesículas alimenticias y arbúsculos. Por ello se las conoce también como micorrizas VAM o micorrizas vesículoarbusculares. Los hongos pertenecen a la división Glomeromycota y se dan en todo tipo de plantas, aunque con predominio de hierbas y gramíneas. Abundan en suelos pobres como los de las praderas y estepas, la alta montaña y las selvas tropicales. En el bosque atlántico aparecen junto a las ectomicorrizas. 
Además de estos dos grandes grupos, se distinguen los siguientes tipos menores:
- Ectendomicorrizas: presentan manto externo, como las ectomicorrizas, pero también penetran en el interior de las células, como las endomicorrizas. No existen vesículas ni arbúsculos. Se observan tanto en Basidiomycota como Ascomycota y son más abundantes en angiospermas que en gimnospermas. Poco específicas.
- Orquidoides o micorrizas de ovillo: Micorrizas de orquídeas, imprescindibles para su desarrollo y vida juvenil. En estado adulto, la planta puede llegar a independizarse del hongo en algunos casos.
- Ericoides: tipo más sencillo y simple. Penetra en las células para formar ovillos.
- Arbutoides: manto externo y penetración en las células, donde forman rulos.
- Monotropoides: la forma de penetración en las células es algo diferente.

## Descubrimiento

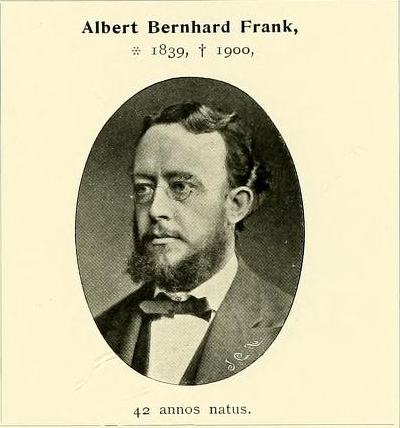
Retrato del botanista alemán Albert Bernhard Frank

El primero en observar las micorrizas y bautizarlas con el nombre que llevan actualmente fue el botánico alemán Albert Bernhard Frank, en 1885, tras detectar su presencia en varios árboles frutales. En 1900 el francés Bernard descubrió su extrema importancia en la vida y desarrollo de las orquídeas. En 1910 comenzó a extenderse su estudio en las plantas utilizadas en agricultura y jardinería.
No obstante, no fue hasta 1955, con la publicación de los primeros estudios de Mosse en Inglaterra, cuando las micorrizas dejaron de considerarse como excepciones y se aceptó su importancia y generalidad reales. En tiempos más recientes, numerosos hallazgos fósiles han permitido determinar que el origen y presencia de las micorrizas son enormemente antiguos, pues se han llegado a encontrar esporas de Glomeromycota en estratos de hasta 460 millones de años de antigüedad, pertenecientes al periodo Ordovícico. Las formas arbusculares ya se encuentran bastante extendidas en el momento de aparición de las primeras plantas terrestres en el registro fósil, hace 400 millones de años. Estas plantas, como la especie Aglaophyton major, carecían de auténticas raíces, presentando únicamente un tallo subterráneo o rizoma del que sobresalían varios tallos aéreos. La absorción de nutrientes, por tanto recaía casi exclusivamente sobre el hongo micorrícico, por lo que se puede decir que la presencia de estos fue imprescindible para la extensión de la vida vegetal a tierra firme, tras la cual llegarían posteriormente los animales.

## Papel de la micorriza en la absorción de nutrientes
La utilización de nutrientes por las plantas es determinada principalmente por la capacidad de absorción de la raíz y por la difusión de nutrientes y subsecuentemente por la liberación de elementos en la solución del suelo. La morfología radical y el micelio externo de los hongos arbusculares determinan la utilización de iones de baja velocidad de difusión como fósforo, zinc y molibdeno.
La principal función de la micorriza es el incremento en el volumen del suelo explorado, para la utilización de nutrientes y así favorecer la eficiencia de absorción de los mismos desde la solución del suelo. La explicación más plausible de esta gran eficiencia de utilización es que las hifas fúngicas que se extienden de la raíz son capaces de absorber y transportar fosfato desde el suelo a la raíz hospedante, la superficie de absorción ofrecida por la ramificación del micelio externo alrededor de las raíces micorrizadas permite a la planta aprovechar el fosfato en el suelo más allá de la zona de depleción en la superficie radical.
El mejoramiento de la nutrición mineral es el resultado de la asociación micorrízica y se ve reflejada en incremento de supervivencia, crecimiento y capacidad productiva de la planta. Se reconoce que la respuesta en crecimiento de la planta es a menudo resultado del incremento en nutrición de fósforo y otros nutrimentos como cobre, zinc, magnesio, manganeso, calcio y nitrógeno.

## Importancia de la micorriza arbuscular en el control de patógenos
La micorriza arbuscular ha recibido considerable atención en años recientes porque las plantas reciben diversos beneficios de la simbiosis. La protección contra patógenos de las raíces es un beneficio que se ha estudiado intensamente en varias partes del mundo. Existen varias revisiones de la interacción de la micorriza y patógenos que enfatizan el potencial en el control biológico de enfermedades radicales, sin embargo. Hay pocos estudios al respecto de enfermedades sobre tallos y hojas, pero, en general, las plantas micorrizadas son menos susceptibles que las no micorrizadas.
Con respecto a la interacción entre la micorriza arbuscular y bacterias patógenas, demostraron que plantas de tomate en asociación micorrizal con Glomus mosseae fueron protegidas contra Pseudomonas syringae; en frutales no se han realizado investigaciones en relación con esto, excepto lo reportado por Perrin (1990), de la interacción entre hongos micorrizales y Pseudomonas syringae en durazno, sin embargo, el efecto fue nulo.

## Relevancia económica del uso de la micorriza arbuscular en viveros frutícolas
Los frutales son cultivos de alto valor y su producción a menudo involucra prácticas costosas como fumigación, fertilización sofisticada, altos requerimientos de laboreo, equipo especializado, invernaderos, viveros, etc. Uno de los factores de manejo inadecuado más frecuente en los huertos frutícolas es la plantación de plantas propagadas en viveros con deficiencias nutricionales, esto se debe a que es práctica común fumigar con plaguicidas para obtener plantas libres de patógenos. De esta forma se eliminan también los hongos benéficos, lo que repercute en un pobre desarrollo de la planta, manifestándose además clorosis y enanismo.
En viveros es común emplear medios de crecimiento artificiales como la vermiculita, perlita u otros materiales que no tienen hongos micorrizos, por lo que es necesario introducirlos.
Las plantas de vivero sin micorrizas, al ser trasplantadas a sitios permanentes o definitivos tienen una alta probabilidad de morir, especialmente en condiciones ambientales adversas. Además, en los viveros es necesario fertilizar abundantemente, para eliminar parcialmente los síntomas de deficiencia; de esta forma se incrementan los costos de producción de los frutales. Una alternativa confiable en la tecnología de viveros es el uso de hongos endomicorrízogenos, los cuales son capaces de incrementar la tasa de crecimiento y mejorar la nutrición mineral de la planta, principalmente en suelos pobres.
Las circunstancias especiales del establecimiento de plantas en condiciones controladas permiten incorporar la tecnología micorrícica en estos sistemas de producción. El incremento de crecimiento debido a la inoculación con hongos endomicorrizos es deseable para el viverista, porque acelera el ciclo de los frutales. Así se incrementa la productividad con menor labor, fertilización y agua por unidad de planta. Además las plantas micorrizadas usualmente son más vigorosas y tienen mejor porte, color, etc.; por eso son de gran atracción para los fruticultores. La incorporación de la micorriza en la producción de cultivos puede realizarse empleando como fuente de inóculo esporas, suelo y segmentos de raíces colonizadas.
Muchas plantas hortícolas y la mayoría de los árboles frutales y forestales primero son establecidos en semilleros o mantenidos durante las primeras etapas de desarrollo en viveros antes de ser trasplantados a campo, por lo que la inoculación micorrizal puede realizarse, ya sea en los semilleros o en el momento del trasplante.